# Чемпионат России по лёгкой атлетике в помещении 1999
Чемпионат России по лёгкой атлетике в помещении 1999 прошёл 18—19 февраля в Москве в манеже ЛФК «ЦСКА». Соревнования являлись отборочными в сборную России на чемпионат мира в помещении, прошедший 5—7 марта в японском городе Маэбаси. На протяжении 2 дней было разыграно 26 комплектов медалей.
Чемпионат России по многоборьям в помещении 1999 проводился отдельно 12—14 февраля в Челябинске.

## Медалисты

### Мужчины
| Дисциплина             | Золото                                 | Золото  | Серебро                              | Серебро | Бронза                                         | Бронза  |
| ---------------------- | -------------------------------------- | ------- | ------------------------------------ | ------- | ---------------------------------------------- | ------- |
| 60 м                   | Сергей Слукин Тульская область         | 6,71    | Андрей Федорив Москва                | 6,75    | Валерий Кирдяшёв Волгоградская область         | 6,79    |
| 200 м                  | Андрей Федорив Москва                  | 21,53   | Сергей Бычков Омская область         | 21,59   | Валерий Кирдяшёв Волгоградская область         | 21,59   |
| 400 м                  | Дмитрий Головастов Москва              | 46,63   | Сергей Подрез Воронежская область    | 47,58   | Андрей Семёнов Санкт-Петербург                 | 47,93   |
| 800 м                  | Юрий Борзаковский Московская область   | 1.48,52 | Алексей Уразов Нижегородская область | 1.49,10 | Дмитрий Богданов Санкт-Петербург               | 1.49,42 |
| 1500 м                 | Андрей Задорожный Ярославская область  | 3.47,39 | Вячеслав Шабунин Москва              | 3.47,80 | Александр Скворцов Чувашия                     | 3.48,16 |
| 3000 м                 | Сергей Емельянов Чувашия               | 8.10,24 | Вячеслав Шабунин Москва              | 8.10,29 | Сергей Дрыгин Москва                           | 8.10,43 |
| 3000 м с препятствиями | Роман Усов Курская область             | 8.33,16 | Юрий Абрамов Адыгея                  | 8.36,30 | Андрей Ольшанский Москва Волгоградская область | 8.37,19 |
| 60 м с барьерами       | Евгений Печёнкин Новосибирская область | 7,72    | Сергей Ветров Москва                 | 7,77    | Игорь Ястребов Москва                          | 7,85    |
| Прыжок в высоту        | Пётр Брайко Санкт-Петербург            | 2,30 м  | Вячеслав Воронин Северная Осетия     | 2,28 м  | Иван Вогуль Орловская область                  | 2,22 м  |
| Прыжок с шестом        | Радион Гатауллин Санкт-Петербург       | 5,65 м  | Василий Горшков Москва               | 5,50 м  | Евгений Смирягин Санкт-Петербург               | 5,50 м  |
| Прыжок в длину         | Андрей Брагин Саратовская область      | 8,16 м  | Владимир Малявин Москва              | 8,04 м  | Андрей Игнатов Краснодарский край              | 7,95 м  |
| Тройной прыжок         | Василий Соков Московская область       | 17,05 м | Виталий Москаленко Москва            | 17,00 м | Андрей Куренной Краснодарский край             | 16,85 м |
| Толкание ядра          | Павел Чумаченко Иркутская область      | 20,31 м | Евгений Пальчиков Иркутская область  | 19,01 м | Владимир Луковкин Ростовская область           | 18,45 м |

### Женщины
| Дисциплина             | Золото                                                  | Золото  | Серебро                                  | Серебро | Бронза                                  | Бронза  |
| ---------------------- | ------------------------------------------------------- | ------- | ---------------------------------------- | ------- | --------------------------------------- | ------- |
| 60 м                   | Оксана Экк Москва                                       | 7,22    | Наталья Игнатова Москва Брянская область | 7,24    | Ирина Хабарова Свердловская область     | 7,28    |
| 200 м                  | Светлана Гончаренко Ставропольский край                 | 22,92   | Оксана Экк Москва                        | 22,96   | Ирина Хабарова Свердловская область     | 23,23   |
| 400 м                  | Наталья Назарова Москва                                 | 51,53   | Татьяна Чебыкина Москва                  | 51,93   | Наталья Шарова Воронежская область      | 52,19   |
| 800 м                  | Наталья Цыганова Московская область Челябинская область | 2.00,29 | Наталья Горелова Москва                  | 2.00,32 | Лариса Михайлова Московская область     | 2.01,79 |
| 1500 м                 | Светлана Канатова Московская область                    | 4.07,00 | Ольга Комягина Санкт-Петербург           | 4.07,30 | Людмила Рогачёва Ставропольский край    | 4.08,28 |
| 3000 м                 | Ольга Егорова Чувашия                                   | 8.52,21 | Любовь Кремлёва Москва                   | 8.55,14 | Светлана Канатова Московская область    | 8.56,42 |
| 2000 м с препятствиями | Елена Моталова Самарская область                        | 6.09,16 | Светлана Рогова Московская область       | 6.30,41 | Марина Плужникова Нижегородская область | 6.40,79 |
| 60 м с барьерами       | Ирина Коротя Московская область                         | 8,06    | Светлана Лаухова Санкт-Петербург         | 8,08    | Наталья Шеходанова Красноярский край    | 8,19    |
| Прыжок в высоту        | Виктория Серёгина Брянская область Приморский край      | 1,94 м  | Евгения Жданова Москва                   | 1,94 м  | Юлия Ляхова Москва                      | 1,94 м  |
| Прыжок с шестом        | Елена Белякова Москва                                   | 4,30 м  | Елена Исинбаева Волгоградская область    | 4,15 м  | Светлана Абрамова Москва                | 4,05 м  |
| Прыжок в длину         | Татьяна Котова Москва Алтайский край                    | 6,83 м  | Нина Переведенцева Татарстан             | 6,74 м  | Ольга Рублёва Волгоградская область     | 6,70 м  |
| Тройной прыжок         | Елена Донькина Самарская область                        | 14,35 м | Наталья Каюкова Хабаровский край         | 14,10 м | Татьяна Лебедева Волгоградская область  | 14,00 м |
| Толкание ядра          | Ирина Коржаненко Ростовская область                     | 21,15 м | Светлана Кривелёва Московская область    | 18,71 м | Анна Романова Брянская область          | 18,47 м |

## Чемпионат России по многоборьям
Чемпионы страны в мужском семиборье и женском пятиборье определились 12—14 февраля 1999 года в Челябинске в манеже Уральской академии физической культуры. Татьяна Блохина, победившая в соревнованиях женщин, показала лучший результат сезона в мире — 4570 очков. Защитивший звание чемпиона России Николай Афанасьев установил личный рекорд (6083 очка) при полном отсутствии конкуренции: серебряный призёр отстал более чем на 500 очков.

### Мужчины
| Дисциплина | Золото                      | Золото    | Серебро                                   | Серебро    | Бронза                         | Бронза     |
| ---------- | --------------------------- | --------- | ----------------------------------------- | ---------- | ------------------------------ | ---------- |
| Семиборье  | Николай Афанасьев Татарстан | 6083 очка | Сергей Никитин Москва Кемеровская область | 5580 очков | Дмитрий Иванов Санкт-Петербург | 5480 очков |

### Женщины
| Дисциплина | Золото                             | Золото     | Серебро                             | Серебро   | Бронза                        | Бронза     |
| ---------- | ---------------------------------- | ---------- | ----------------------------------- | --------- | ----------------------------- | ---------- |
| Пятиборье  | Татьяна Блохина Московская область | 4570 очков | Елена Прохорова Кемеровская область | 4502 очка | Ирина Тюхай Красноярский край | 4335 очков |

## Состав сборной России для участия в чемпионате мира
По итогам чемпионата и с учётом выполнения необходимых нормативов, в состав сборной для участия в чемпионате мира в помещении в японском Маэбаси вошли 30 атлетов:
Мужчины
400 м: Руслан Мащенко — позднее снялся с соревнований.

1500 м: Андрей Задорожный.

Прыжок в высоту: Пётр Брайко — позднее снялся с соревнований, Вячеслав Воронин.

Толкание ядра: Павел Чумаченко.

Семиборье: Лев Лободин.
Женщины
200 м: Светлана Гончаренко, Оксана Экк.

400 м: Ольга Котлярова — имела освобождение от отбора, Наталья Назарова.

Эстафета 4х400 м: Ольга Котлярова, Наталья Назарова, Татьяна Чебыкина, Наталья Шарова, Екатерина Куликова.

800 м: Наталья Цыганова, Наталья Горелова.

1500 м: Светлана Канатова, Ольга Комягина.

3000 м: Ольга Егорова.

60 м с барьерами: Ирина Коротя.

Прыжок в высоту: Виктория Серёгина, Юлия Ляхова.

Прыжок с шестом: Елена Белякова.

Прыжок в длину: Татьяна Котова, Нина Переведенцева.

Тройной прыжок: Елена Лебеденко — имела освобождение от отбора, Елена Донькина.

Толкание ядра: Ирина Коржаненко, Светлана Кривелёва.

Пятиборье: Ирина Белова, Наталья Рощупкина.